# Carla Pérez
Carla Pérez (Barcelona, 27 de juliol de 1978) és una actriu catalana.
Es va donar a conèixer amb el paper d'Andrea a la popular sèrie juvenil Al salir de clase. Va abandonar la sèrie per rodar una pel·lícula de gran èxit, Guerreros, que va protagonitzar el 2001, dirigida per Daniel Calparsoro, Eloy Azorín, Rubén Ochandiano i Eduardo Noriega. L'any següent, Xavi Puebla la va dirigir en la pel·lícula Noche de fiesta.
Va tornar a la televisió el 2004, interpretant un paper secundari en diversos capítols de l'exitosa comèdia Aquí no hay quien viva, fins al 2005. Va fer un paper episòdic a El comisario el 2006. El 2011 va aparèixer en un paper en el telefilm El décimo infierno. Va tenir un paper destacat en la pel·lícula Bucle, de 2012. L'any 2014 va participar en la sèrie El crac.
També ha participat en diversos muntatges teatrals.

## Filmografia

### Sèries de televisió
- Laura, 1 episodi (1999)
- Al salir de clase, com Andrea Rivas (1999/2001)
- Aquí no hay quien viva, com Arantxa Velázquez (2004/2005)
- El comisario, com Estefania (2006)
- El crac, com la Txell (2014)

### Pel·lícules
- Guerreros, com Soldado Balbuena (2001)
- Noche de fiesta, secundaría (2002)
- Terrados, com Ana (2010)
- Bucle (2012)

### Curtmetratges
- Pablo, com María (2009)
- Uruguay, com Entrevistada 2 (2010)
- Ahora no puedo (2011)
- El día cero (2014)